# Rosedale (Misisipi)
Rosedale es una ciudad situada en el estado de Misisipi, en los Estados Unidos. Es una de las dos sedes del condado de Bolivar (la otra sede es Cleveland). En el año 2000 tenía una población de 2.414 habitantes en una superficie de 14.2 km², con una densidad poblacional de 171.5 personas por km².

## Geografía
Rosedale se encuentra ubicada en las coordenadas 33°51′13″N 91°1′37″O / 33.85361, -91.02694. Según la Oficina del Censo, la ciudad tiene un área total de 14,2 km² (5,5 mi²), de la cual 14,1 km² (5,4 mi²) es tierra y 0,1 km² (0 mi²) es agua.

### Localidades adyacentes
El siguiente diagrama muestra a las localidades en un radio de 24 kilómetros (14,9 mi) de Rosedale.

## Demografía
Para el censo de 2000, había 2.414 personas, 780 hogares y 567 familias en la ciudad. La densidad de población era 171.5 hab/km².
En el 2000 la renta per cápita promedia del hogar era de $ 17.955 y el ingreso promedio para una familia era de $18.810. El ingreso per cápita para la localidad era de $8.534. En 2000 los hombres tenían un ingreso per cápita de $24.922 contra $15.714 para las mujeres. Alrededor del 46% de la población estaba bajo el umbral de pobreza nacional. 